# Euphorbia lividiflora
Euphorbia lividiflora es una especie fanerógama perteneciente a la familia de las euforbiáceas. Es endémica de Malaui, Mozambique, Tanzania, y Zimbabue. Su natural hábitat es subtropical o tropical seco en zonas de arbustos.  

## Descripción
Es un árbol que alcanza un tamaño de 4 (-10) m de altura, con un simple tronco de 12-25 cm de diámetro. La inflorescencia en ciatios.

## Ecología
Se encuentra en suelos arenosos (entre las rocas de coral cerca de la costa), en los bosques caducifolios abiertos, matorrales densos y parches de bosques en los pantanos de las planicies costeras, hábitat casi completamente inaccesibles durante la época de floración, etc .
Es una especie cercana a Euphorbia pimeleodendron.

## Taxonomía
Euphorbia lividiflora fue descrita por Leslie Charles Leach y publicado en Kirkia 4: 20. 1964.
Etimología
Euphorbia: nombre genérico que deriva del médico griego del rey Juba II de Mauritania (52 a 50 a. C. - 23), Euphorbus, en su honor – o en alusión a su gran vientre –  ya que usaba médicamente Euphorbia resinifera. En 1753 Carlos Linneo asignó el nombre a todo el género.
lividiflora: epíteto